# Francisco Javier Jiménez González
Francisco Javier Jiménez González (1912-1988) fue un periodista español.

## Biografía
Nacido en Palma de Mallorca en agosto de 1912, realizó parte importante de su carrera profesional en la cadena de prensa del Movimiento. De ideología falangista, en 1937 pasó a colaborar con el diario Falange de Palma de Mallorca y en 1939 entró a formar parte de la redacción del nuevo diario Baleares. Con posterioridad sería director de varios periódicos, como Voluntad o Baleares, publicación que dirigió durante más de una década.
Falleció en su ciudad natal en 1988, a los 76 años de edad.